# Zhang Wenjing
Dans ce nom chinois, le nom de famille, Zhang, précède le nom personnel.
Pour les articles homonymes, voir Zhang.
Zhang Wenjing (en chinois : 张雯静), née le 12 août 2002 dans la province du Hebei, est une skieuse alpine handisport chinoise concourant en LW12 pour les athlètes concourant assisses.

## Carrière
Lors des Jeux paralympiques d'hiver de 2022, elle part à la faute lors de sa première course, la descente assise. Le lendemain, elle remporte la médaille de bronze sur Super G assis derrière Momoka Muraoka et Anna-Lena Forster en 1 min 24 s 31. Sur sa troisième course, le Super combiné, elle part une nouvelle fois à la faute et ne finit pas la course.

## Palmarès

### Jeux paralympiques
| Épreuve / Édition | Pékin 2022 |
| ----------------- | ---------- |
| Descente          | DNF        |
| Super-G           | Bronze     |
| Slalom géant      | Bronze     |
| Slalom            | Argent     |
| Super combiné     | DNF        |